# 기타카타정 (미야자키현)
기타카타정(北方町)은 미야자키현 히가시우스키군에 있던 정이다. 
2006년 2월 20일, 노베오카시에 편입되어 지역자치구가 설치되었다.

## 역사
- 1889년 5월 1일 - 정촌제 시행에 의해 기타카타촌이 성립하였다.
- 1970년 11월 3일 - 정으로 승격하였다.
- 2006년 2월 20일 - 노베오카시에 편입되어, 지역자치구가 설치되었다.

## 교통

### 철도
- 규슈 여객철도 닛포 본선

### 도로
- 국도 218호선